# Cúmulo de Coma
El cúmulo de Coma (Abell 1656) es un gran cúmulo de galaxias que contiene más de 1000 galaxias identificadas.[cita requerida] Junto con el cúmulo de Leo (Abell 1367), es uno de los mayores cúmulos del Supercúmulo de Coma.
La distancia media al cúmulo es de 99 Mpc (321 millones de años luz). Sus 10 galaxias espirales más brillantes tienen magnitudes aparentes entre 12 y 14 y pueden ser observadas con telescopios de aficionados con aperturas mayores que 20 cm y menores con cámaras CCDs. La región central está dominada por dos galaxias elípticas gigantes: NGC 4874 y NGC 4889. El cúmulo se encuentra, como lo indica su nombre, en la constelación de Coma Berenices, y a unos pocos grados del polo norte galáctico.
Esta agrupación no ha de ser confundida ni con el cúmulo estelar de Coma, un cúmulo abierto dentro de nuestra galaxia y situado en la misma constelación, ni con el cúmulo de galaxias Coma I, un cúmulo de galaxias disperso cercano al cúmulo de Virgo —muchos de cuyos miembros también están en la constelación de Coma Berenices—.

## Miembros

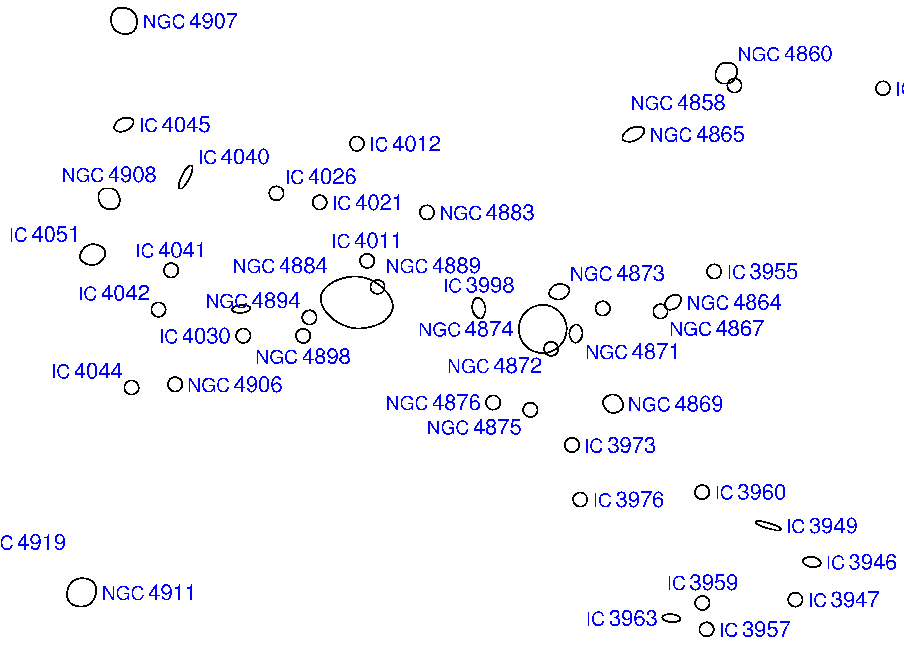
Mapa de la región central del cúmulo de Coma

Como suele ser habitual en cúmulos tan ricos como este, la mayoría de las galaxias en la región central son elípticas o lenticulares con pocas galaxias espirales que tienden a situarse en las regiones externas del cúmulo.
Aun siendo el más rico y compacto de los cúmulos de galaxias cercanos, Coma parece estar aún en formación; sus dos galaxias más brillantes constituyen el centro de dos subcúmulos de galaxias en proceso de acercamiento para su eventual fusión dentro de varios miles de millones de años.
Del mismo modo que en otros cúmulos de galaxias similares como el de Virgo, el medio intergaláctico de Coma está ocupado por un gas muy caliente detectable gracias a su emisión de rayos X, existiendo además estrellas en él que se piensa que han sido expulsadas de sus galaxias en interacciones gravitatorias.

## Extensión
La extensión real del cúmulo no se conocía hasta que fue estudiada detalladamente en 1950 por los astrónomos del Observatorio Monte Palomar aunque muchas galaxias del cúmulo habían sido ya identificadas con anterioridad.